# Bige Önal
Bige Önal (Istanbul, 1º febbraio 1990) è un'attrice turca, nota per le sue interpretazioni in Benim Adım Gültepe, in Ethos e per il ruolo di Selin Atakan in Love Is in the Air (Sen Çal Kapımı).

## Biografia
Bige Önal è nata il 1º febbraio 1990 a Istanbul (Turchia), ed è la figlia di Erhan Önal (ex giocatore del Bayern Monaco e del Galatasaray) e di Mine Baysan (ex modella e attrice). I suoi genitori hanno divorziato quando aveva nove anni. All'età di ventun'anni ha conosciuto il fratellastro nato dal primo matrimonio paterno, l'ex calciatore e allenatore tedesco Patrick Mölzl.

## Carriera
Bige Önal dopo essersi diplomata presso il liceo francese Saint-Benoit di Istanbul, nel 2012 si è laureata presso il dipartimento di cinema e televisione dell'Università Bilgi. Ha lavorato come assistente alla regia dei film Five Minarets in New York e come primo aiuto regista di Samarsik.
La sua carriera attoriale è iniziata nel 2006 con la serie  Kısmetim otel. Ha preso parte a diverse serie televisive come nel 2010 e nel 2011 in Halil İbrahim Sofrası, dal 2010 al 2012 in Elde Var Hayat, dal 2011 al 2014 in Muhteşem Yüzyıl, nel 2014 in Yasak, nel 2014 e nel 2015 in Benim Adım Gültepe, nel 2015 in Maral: En Güzel Hikayem, nel 2016 in Göç Zamanı, nel 2016 e nel 2017 in Bodrum Masalı, dal 2018 al 2022 in Bozkır, nel 2020 in The Protector (Hakan: Muhafiz) e in Ethos (Bir Başkadır), mentre nel 2018 ha recitato nella miniserie Tehlikeli Karım. Nel 2020 e nel 2021 è entrata a far parte del cast della serie Love Is in the Air (Sen Çal Kapımı), nel ruolo di Selin Atakan e dove ha recitato insieme ad attori come Hande Erçel, Kerem Bürsin, Neslihan Yeldan e Çağrı Çıtanak. Nel 2021 ha interpretato il ruolo di Gazel Haznedaroglu nella serie Yeşilçam, ed ha recitato nella serie Bir Başkadır.
Nel 2017 ha recitato nei film Olanlar Oldu diretto da Hakan Algül (nel ruolo di Gizem) e in Martıların Efendisi diretto da Mehmet Ada Öztekin (nel ruolo di Ruya / Birgul). Nel 2020 ha recitato nel cortometraggio Efe Demiral: October diretto da Ali Kanıbelli. L'anno successivo, 2021, ha recitato nel film cinematografica Sen, Ben, Lenin (You, me, Lenin) diretto da Tufan Tastan, in lizza al 40º Concorso Nazionale dell'Istanbul Film Festival.

## Vita privata
Bige Önal è stata fidanzata con il collega Aras Bulut per 7 anni, conosciuto sul set della serie Maral: En Güzel Hikayem.

## Filmografia

### Cinema
- Olanlar Oldu, regia di Hakan Algül (2017)
- Martıların Efendisi, regia di Mehmet Ada Öztekin (2017)
- Sen, Ben, Lenin (You, me, Lenin), regia di Tufan Tastan (2021)

### Televisione
- Kısmetim Otel – serie TV (2006)
- Halil İbrahim Sofrası – serie TV (2010-2011)
- Elde Var Hayat – serie TV (2010-2012)
- Il secolo magnifico (Muhteşem Yüzyıl) – serie TV (2011-2014)
- Yasak – serie TV (2014)
- Benim Adım Gültepe – serie TV (2014-2015)
- Maral: En Güzel Hikayem – serie TV (2015)
- Göç Zamanı – serie TV (2016)
- Bodrum Masalı  – serie TV (2016-2017)
- Tehlikeli Karım  – miniserie TV (2018)
- Bozkır – serie TV (2018-2022)
- The Protector (Hakan: Muhafiz) – serie TV (2020)
- Ethos (Bir Başkadır) – serie TV (2020)
- Love Is in the Air (Sen Çal Kapımı) – serie TV (2020-2021)
- Yeşilçam – serie TV (2021)
- Bir Başkadır – serie TV (2021)

### Cortometraggi
- Efe Demiral: October, regia di Ali Kanıbelli (2020)

## Doppiatrici italiane
Nella versione in italiano dei suoi film e delle sue serie TV, Bige Önal è stata doppiata da:
- Martina Felli[32] in Love Is in the Air[33], Ethos[34]